# لیک شروود (ویسکانسین)
لیک شروود (به انگلیسی: Lake Sherwood) یک منطقهٔ مسکونی در ایالات متحده آمریکا است که در شهرستان ادامز، ویسکانسین واقع شده‌است. لیک شروود ۳۷۲ نفر جمعیت دارد و ۳۰۹٫۰۷ متر بالاتر از سطح دریا واقع شده‌است.